# Polycarp Pengo
Polycarp Pengo (Mwazye, 5 agosto 1944) è un cardinale e arcivescovo cattolico tanzaniano, dal 15 agosto 2019 arcivescovo emerito di Dar-es-Salaam.

## Biografia
Nato a Mwazye, è stato ordinato presbitero nel 1971 dal vescovo Charles Msakila; studiò teologia morale a Roma alla Pontificia Università Lateranense, ottenendo il dottorato nel 1977.
Insegnò teologia morale al seminario teologico di Kipalapala per un breve tempo, dopodiché fu il primo rettore del seminario teologico di Segerea fino al 1983.
Eletto vescovo di Nachingwea l'11 novembre 1983, ricevette l'ordinazione episcopale da papa Giovanni Paolo II il 6 gennaio 1984, co-consacranti gli arcivescovi Eduardo Martínez Somalo e Duraisamy Simon Lourdusamy.
Il 17 ottobre 1986 fu trasferito alla sede di Tunduru-Masasi.
Il 22 gennaio 1990 è stato nominato arcivescovo coadiutore di Dar-es-Salaam e nel 1992, a seguito della rinuncia del cardinale Laurean Rugambwa, diventò arcivescovo della medesima sede metropolitana.
Fu creato cardinale da Giovanni Paolo II nel concistoro del 21 febbraio 1998, con il titolo cardinalizio di Nostra Signora de La Salette.
Fu cardinale elettore nel conclave del 2005 che elesse papa Benedetto XVI, e nel conclave del 2013, che elesse papa Francesco.
Dal 2007 al 2013 fu presidente del Simposio delle conferenze episcopali di Africa e Madagascar.
Il 15 agosto 2019 papa Francesco accolse la sua rinuncia per raggiunti limiti di età; gli succedette per coadiutoria l'arcivescovo Jude Thaddaeus Ruwa'ichi, O.F.M.Cap.
Il 5 agosto 2024 compie ottant'anni e, in base a quanto disposto dal motu proprio Ingravescentem Aetatem di papa Paolo VI del 1970, esce dal novero dei cardinali elettori e decade da tutti gli incarichi ricoperti nella Curia romana.

## Genealogia episcopale e successione apostolica
La genealogia episcopale è:
- Cardinale Scipione Rebiba
- Cardinale Giulio Antonio Santori
- Cardinale Girolamo Bernerio, O.P.
- Arcivescovo Galeazzo Sanvitale
- Cardinale Ludovico Ludovisi
- Cardinale Luigi Caetani
- Cardinale Ulderico Carpegna
- Cardinale Paluzzo Paluzzi Altieri degli Albertoni
- Papa Benedetto XIII
- Papa Benedetto XIV
- Papa Clemente XIII
- Cardinale Enrico Benedetto Stuart
- Papa Leone XII
- Cardinale Chiarissimo Falconieri Mellini
- Cardinale Camillo Di Pietro
- Cardinale Mieczysław Halka Ledóchowski
- Cardinale Jan Maurycy Paweł Puzyna de Kosielsko
- Arcivescovo Józef Bilczewski
- Arcivescovo Bolesław Twardowski
- Arcivescovo Eugeniusz Baziak
- Papa Giovanni Paolo II
- Cardinale Polycarp Pengo

La successione apostolica è:
- Vescovo Anthony Banzi (1994)
- Vescovo Agapiti Ndorobo (1995)
- Vescovo Augustine Ndeliakyama Shao, C.S.Sp. (1997)
- Arcivescovo Jude Thaddaeus Ruwa'ichi, O.F.M.Cap. (1999)
- Vescovo Jacob Venance Koda (1999)
- Vescovo Desiderius M. Rwoma (1999)
- Vescovo Method Kilaini (2000)
- Arcivescovo Damian Denis Dallu (2000)
- Vescovo William Pascal Kikoti (2001)
- Vescovo Ludovick Joseph Minde, O.S.S. (2001)
- Vescovo Alfred Leonhard Maluma (2002)
- Vescovo Castor Paul Msemwa (2005)
- Arcivescovo Beatus Kinyaiya, O.F.M.Cap. (2006)
- Arcivescovo Isaac Amani Massawe (2008)
- Cardinale Protase Rugambwa (2008)
- Vescovo Almachius Vincent Rweyongeza (2008)
- Vescovo Salutaris Melchior Libena (2010)
- Vescovo Eusebius Alfred Nzigilwa (2010)
- Vescovo Rogatus Kimaryo, C.S.Sp. (2010)
- Arcivescovo Renatus Leonard Nkwande(2011)
- Arcivescovo Gervas John Mwasikwabhila Nyaisonga (2011)
- Vescovo Bernardin Francis Mfumbusa (2011)
- Vescovo John Chrisostom Ndimbo (2011)
- Vescovo Titus Joseph Mdoe (2013)
- Vescovo Liberatus Sangu (2015)
- Vescovo Beatus Christian Urassa, O.S.S. (2018)
- Vescovo Anthony Gaspar Lagwen (2018)
- Vescovo Filbert Felician Mhasi (2019)
- Vescovo Eusebio Samwel Kyando (2024)
- Vescovo Godfrey Jackson Mwasekaga (2024)
- Vescovo Romanus Elamu Mihaliè (2025)